# Marie-Joëlle Clément
Marie-Joëlle Clément (20 giugno 1976) è un'ex sciatrice alpina canadese, vincitrice della Nor-Am Cup nel 1996.

## Biografia
La Clément, sciatrice polivalente originaria di Montréal, debuttò in campo internazionale in occasione dei Mondiali juniores di Lake Placid 1994; in Nor-Am Cup conquistò l'ultima vittoria il 27 novembre 1995, a Mont-Sainte-Anne in slalom speciale, e l'ultimo podio il 2 aprile 1996, a Mount Bachelor in slalom gigante (2ª) e in quella stagione 1995-1996 si aggiudicò il trofeo continentale. In Coppa del Mondo esordì il 30 novembre 1996 a Lake Louise in discesa libera (48ª) e ottenne il miglior piazzamento il 2 febbraio 1997 a Laax in combinata (10ª); ai successivi Mondiali di Sestriere 1997, sua unica presenza iridata, si classificò 29ª nella discesa libera e 34ª nel supergigante. Prese per l'ultima volta il via in Coppa del Mondo il 4 dicembre 1997 a Lake Louise in discesa libera (38ª) e si ritirò al termine della stagione 1998-1999; la sua ultima gara fu uno slalom gigante FIS disputato il 13 aprile a Mont-Sainte-Anne. Non prese parte a rassegne olimpiche.

## Palmarès

### Nor-Am Cup
- Vincitrice della Nor-Am Cup nel 1996[1]
- 7 podi (dati dalla stagione 1994-1995):
  - 1 vittoria
  - 5 secondi posti
  - 1 terzo posto

#### Nor-Am Cup - vittorie
| Data             | Località         | Paese  | Specialità |
| ---------------- | ---------------- | ------ | ---------- |
| 27 novembre 1995 | Mont-Sainte-Anne | Canada | SL         |

Legenda:

SL = slalom speciale

### South American Cup
- 2 podi (dati dalla stagione 1994-1995):
  - 2 secondi posti

### Campionati canadesi
- 6 medaglie (dati parziali fino alla stagione 1994-1995)[2]:
  - 1 oro (combinata nel 1995)
  - 3 argenti (slalom speciale nel 1995; slalom speciale nel 1996; discesa libera nel 1997)
  - 2 bronzi (discesa libera nel 1996; slalom speciale nel 1997)